# Biri Biri
Alhaji Momodo Njie, conosciuto come Biri Biri (Banjul, 30 marzo 1948 – Dakar, 19 luglio 2020), è stato un calciatore gambiano, di ruolo attaccante.

## Biografia
Biri Biri è morto il 19 luglio 2020, all'età di 72 anni.

## Carriera

### Club
Considerato uno dei migliori calciatori della storia del suo Paese, fu il primo giocatore gambiano a militare in un campionato professionistico, quando fu ingaggiato dai danesi del B 1901 nel 1972. Nel 1973, fu ingaggiato dagli spagnoli del Siviglia. Rimase in squadra per sette stagioni, diventando il primo calciatore di colore della storia del club e contribuendo alla promozione nella Primera División del 1975. Terminata l'esperienza spagnola, tornò in Danimarca per giocare nello Herfølge, mentre nel 1981 fece ritorno in patria, al Wallidan, dove rimase fino al 1987, anno del suo ritiro.

### Nazionale
Debuttò per il Gambia nel 1963.